# Jimmer Fredette
James Taft „Jimmer“ Fredette (* 25. Februar 1989 in Glens Falls, New York) ist ein US-amerikanischer Basketballspieler, der durch seine College-Karriere an der Brigham Young University bekannt wurde. 2011 war er der Spieler mit den meisten Punkten in der höchsten Spielklasse des Hochschulsportverbandes NCAA. Außerdem wurde er mit mehreren „Spieler des Jahres“-Auszeichnungen geehrt, unter anderem mit dem Wooden Award, dem Naismith Award, der Adolph Rupp Trophy und der Oscar Robertson Trophy.

## Kindheit und Collegezeit
Fredette wurde als jüngstes von drei Kindern geboren. Seine Eltern sind Al und Kay Fredette. Den Spitznamen „Jimmer“ erhielt er von seiner Mutter. Von Kindheit an zeigte er eine außergewöhnliche Begeisterung für Sport. Fredette ist bekennender Mormone. Er spielte von 2007 bis 2011 für die Brigham Young University im Bundesstaat Utah. Die Universität wird überwiegend von Mormonen besucht.
Ab seinem zweiten BYU-Jahr war er uneingeschränkter Leistungsträger der Mannschaft und glänzte insbesondere durch seine Offensivkraft, seinen guten Distanzwurf sowie sein gutes Auge für seine Mitspieler. In insgesamt 139 Partien für die Hochschulmannschaft erzielte Fredette im Durchschnitt 18,7 Punkte, bereitete 3,7 Korberfolge seiner Nebenmänner vor und kam auf 2,6 Rebounds. In der Saison 2010/11 führte er die erste NCAA-Division mit 28,9 Punkten pro Begegnung an. Fredettes Höchstwert waren 52 Punkte gegen die University of New Mexico im März 2011. Mit gesamt 2599 Punkten lag er auf dem ersten Rang der ewigen BYU-Bestenliste, bis er im Februar 2015 von Tyler Haws verdrängt wurde. Mit 296 getroffenen Dreipunktwürfen lag Fredette ebenfalls an der Spitze aller BYU-Spieler, als er die Hochschule 2011 verließ.

## Profilaufbahn
Bei der NBA-Draft 2011 wurde Fredette an zehnter Stelle von den Milwaukee Bucks ausgewählt, jedoch kurz darauf, nach einer vorher abgeschlossenen Vereinbarung, an die Sacramento Kings abgegeben. Nach einigen enttäuschenden Jahren mit den Sacramento Kings entließ ihn sein Verein Ende Februar 2014. Bereits am 2. März 2014 unterzeichnete Fredette einen Vertrag bei den Chicago Bulls bis zum Ende der Saison 2013/14.
Im Juli 2014 unterschrieb Fredette einen Vertrag bei den New Orleans Pelicans. Er kam in 50 Spielen zum Einsatz und erzielte 3,6 Punkte im Schnitt.
Im Juli 2015 unterzeichnete Fredette einen Vertrag bei den San Antonio Spurs, der im Oktober 2015 wieder aufgelöst wurde. Kurz darauf wurde er beim D-League-Draft von den Westchester Knicks an zweiter Stelle ausgewählt.
Aufgrund der Verletzung von Kendrick Perkins wurde Fredette von den Pelicans im November 2015 für einige Tage wieder in den Kader genommen, nach kurzer Zeit aber wieder entlassen, womit er zurück in die D-League wechselte.
Im August 2016 unterzeichnete Fredette einen Vertrag bei den Shanghai Sharks in China. In Shanghai erzielte er in seinen drei Jahren herausragende Offensivwerte: Im November 2018 erzielte er 75 Punkte in einem Spiel. In der Saison 2016/17 war er mit 37,6 Punkten je Begegnung bester Korbschütze der chinesischen CBA, 2017/18 lag er mit 36,9 Punkten pro Spiel auf dem zweiten Platz der Korbjägerliste, im Spieljahr 2018/19 kam er auf einen Schnitt von 35,5 Punkten.
Im März 2019 wechselte Fredette in die NBA zurück und lief bis zum Ende der Saison 2018/19 in sechs Spielen (3,7 Punkte/Begegnung) für die Phoenix Suns auf.
Mitte Juli 2019 wurde Fredette vom griechischen Spitzenverein Panathinaikos Athen unter Vertrag genommen. Er lag mit der Mannschaft auf dem ersten Tabellenrang, als die Saison 2019/20 wegen der COVID-19-Pandemie abgebrochen wurde. Panathinaikos wurde der Meistertitel zugesprochen. In der EuroLeague wurde Fredette in 27 Spielen eingesetzt (12,9 Punkte im Schnitt). Er ging nach Shanghai zurück. Ihm lag anschließend das Angebot vor, weiterhin in China zu spielen, das er aus familiären Gründen ablehnte.
Fredette wandte sich dem 3×3-Basketball zu und nahm in der Spielart 2024 an den Olympischen Sommerspielen 2024 teil. Dort belegte er mit der Mannschaft den siebten Platz. Wegen einer Verletzung bestritt Fredette beim olympischen Turnier aber nur ein Spiel.